# Pikuciszki
Pikuciszki (lit. Pikutiškės) − wieś na Litwie, w rejonie wileńskim, 3 km na zachód od Awiżenii, zamieszkana 230 osób. Przed II wojną światową w Polsce, w powiecie wileńsko-trockim województwa wileńskiego.